# Galahad Threepwood
Der Ehrenwerte Galahad „Gally“ Threepwood ist eine wiederkehrende fiktive Figur in Erzählungen und Romanen des britischen Schriftstellers P. G. Wodehouse, die auf Blandings Castle spielen. Diese Romanserie von Wodehouse zählt neben der, in der Bertie Wooster und sein Kammerdiener Jeeves die wesentlichen Protagonisten sind, zu den bekanntesten Erzählungen im umfangreichen Werk von  Wodehouse.

## Charakterisierung
Galahad ist der jüngere Bruder von Clarence Threepwood, 9th Earl of Emsworth, dem schusseligen und zerstreuten Vorstand der Familie Threepwood, deren Landsitz Blandings Castle ist. Der Literaturkritiker Richard Usborne nannte Lord Emsworth eine der sympathischsten Lords der englischen Literaturgeschichte, allerdings steht Lord Emsworth in seiner eigenen Familie nicht im besten Ruf. In seiner Verschrobenheit ist Essen, Schlafen und das Träumen von Schweinen, von denen die Kaiserin von Blandings sein Lieblingsschwein ist, seine Hauptbeschäftigung. Nach der Einschätzung seines Bruders liegt der I. Q. von Lord Emsworth ungefähr dreißig Punkte unter dem einer schwach begabten Kaulquappe und nur mit Hilfe seines Bruders und treu ergebenem Personal wie seinem Butler Beach gelingt es ihm, sich all den Schicksalsschlägen zu entziehen, die sein geruhsames Leben durcheinanderbringen.
Ganz anders sein jüngerer Bruder: Der lebenslustige Galahad gehört zur Londoner Prominenz, er ist ein stets gern gesehener Gast in Varietés, auf Rennplätzen und in allen Restaurants, wo etwas los ist. In gewissen Kreisen der Metropole gilt er als legendäre Gestalt. Wenn er von seinem fröhlichen Leben in London genug hat, kehrt er zu Besuch nach Blandings Castle zurück. Er erscheint dann mit einer Miene eines „leutseligen Monarchen, der munter in seinem Königreich herumspaziert, nachdem er sich jahrelang in fernen Ländern mit den Heiden herumgeschlagen hat“. Nicht jeder ist wirklich über seinen Besuch erfreut – am wenigsten seine Schwester Lady Constance Keeble, die sich schon durch Lord Emsworth genug geschlagen fühlt.
„Galahad! Ich weiß noch, als wir Kinder waren“, sagte Lady Constance wehmütig, „habe ich Galahad in den tiefen Teich im Küchengarten fallen sehen. Und gerade, als er zum letzten Mal unterging, kam einer der Gärtner herbei und zog ihn heraus“, fügte sie mit einer Art wilden Bedauern hinzu.
Galahads Vermögen ist im Vergleich zu dem von Lord Emsworth ausgesprochen bescheiden, als jüngerer Bruder lebt er von dem wenigen, was sein vergleichsweise kleines Erbe abwirft. Die Kaiserin von Blandings, das von Lord Emsworth so geliebte Mastschwein mit seiner beachtlichen Fülle, das mehrfach die höchste Auszeichnung der Landwirtschaftsausstellung in Shrewsbury gewonnen hat, ist seiner Meinung nach, die einzige in der Familie, die es je zu Ruhm gebracht hat.
Wie sein Bruder ist Galahad knapp unter sechzig Jahren alt Er zeichnet sich durch eine robuste Gesundheit aus, wenn auch sein Lebenswandel dies nicht vermuten lässt.

„Zu einer Zeit, als die meisten seiner Altersgenossen widerstrebend das Handtuch warfen und sich in die Bäder von Harrogate und Buxton zurückzogen, um ihre Gicht zu kurieren, hatte [Galahad] munter weitergemacht und sich mit jedem Whisky-Soda zu neuen Höhen emporgeschwungen.“

„Obwohl Schandfleck einer stolzen Familie, wie seine Schwester Constance, seine Schwester Julia, seine Schwester Dora und all seine anderen Schwestern meinten, hätte er ein jugendlicher Abstinenzler sein können, der sich von Kindesbeinen an mit Joghurt, Bierhefe, Weizenkeimen und Zuckersirup ernährt hat. Er selbst schrieb seine Gesundheit konsequentem Rauchen, beständigem Alkoholgenuss und seiner lebenslangen Devise zu, dass es ein Zeichen schlechten Benehmens sei, vor drei Uhr morgens ins Bett zu gehen.“

Galahads Eingreifen ist meist notwendig, um das Liebesglück diverser Neffen und Nichten sicherzustellen, die sich für Liebespartner entschieden haben, die auf das Missfallen ihrer Mütter und/oder ihrer Tanten stoßen. Seine große Liebe, die Revuetänzerin Dolly Henderson, konnte er nicht heiraten. Um eine unrühmliche Verbindung zu verhindern, wurde Sir Galahad von seiner Familie kurzerhand nach Südafrika geschickt. Galahad Threepwood selbst hat mittlerweile eine entspannte Haltung gegenüber Liebesdingen. Die kurzzeitige Verlobung seines Neffen Freddie Threepwood mit der bildschönen Veronica Wedge kommentiert er mit den Worten, dass dies während eines Aufenthalts auf Blanding passiert sei, in dem es die ganze Zeit geregnet habe und irgendwann habe man ja mal genug von Backgammon. Nicht alle sind jedoch immer von Galahads tätiger Hilfe erfreut. Jerry Vail in Schwein oder Nichtschwein findet in der Küche seines frisch angemieteten Hauses nicht nur ein riesiges Schwein wieder, muss erst einen neugierigen Schweinehüter bestechen, sondern auch einen sehr neugierigen Polizisten abwehren und dann auch tatkräftig mithelfen, genau dieses Schwein gegen ein anderes auszutauschen. Nicht zu Unrecht erinnert sich Jerry Vail dem Rat, den ihm einst sein Onkel Major Basham mit auf den Lebensweg gegeben hat:

„Wenn du je feststellen solltest, dass du dich mit Galahad Threepwood eingelassen hat, mein Junge, gibt es nur eines; empfehle deine Seele Gott und versuch, mit dem Leben davonzukommen..“

Mit seinem Bruder Lord Emsworth teilt Galahad Threepwood die Abneigung gegen Sir Gregory Parsloe-Parsloe, den beide regelmäßig zu Unrecht verdächtigen, sowohl den Schweinen auf Blandings Castle oder den zur Preiskrönung vorgesehenen Kürbissen Schaden zufügen zu wollen. Sir Gregorys Sünden der Vergangenheit sind jedoch nur zwei: Bei einer Wette mit Galahad, wessen Hund die meisten Ratten töten könnte, überfütterte der junge Gregory Parsloe-Parsloe den Hund seines Gegners mit Zwiebelrostbraten und setzte so den Hund außer Gefecht. Außerdem ist es Sir Gregory gelungen, Lord Emsworth Schweinehüter George Cyril Wellbeloved, der sich einst um Lord Emsworth Lieblingsschwein, die Kaiserin von Blandings, kümmerte mit der Aussicht auf ein höheres Gehalt in seine Dienste zu locken. Ansonsten macht sich Sir Gregory heute nur noch einer Vorliebe für zu reichliches Essen schuldig. Allerdings blickt Sir Gregory auf eine wilde Jugend zurück. Der Gedanke, dass Galahad seine Memoiren veröffentlichen und damit seine skandalösen Jugendjahre der Öffentlichkeit preisgibt, führt dazu, dass Sir Gregory in Sommerliches Schlossgewitter einen Privatdetektiv anheuert, der dieses Manuskript stehlen soll.
Anders als sein Bruder zeichnet Galahad Threepwood sich durch eine gewisse Geistesgegenwärtigkeit aus. Einem jungen Maler, der aus Liebesgründen in der Nähe von Blandings Castle sein möchte, verschafft er bei seinem Bruder den Auftrag für ein Porträt des berühmten Mastschweins Kaiserin von Blandings. Seinem Bruder suggeriert er, dass es sich um Edwin Landseer handelt, der mit dem „Röhrenden Hirsch“ (Monarch of the Glens, 1851) große Bekanntheit erlangte. Dem verschusselten Bruder entgeht, dass Edwin Landseer seit mehreren Jahrzehnten tot ist. Das gilt so nicht für seine Schwester Constance – daher erklärt er, dass es sich um einen anderen Maler handele, der mit dem Röhrenden Schwein bekannt wurde. Ein röhrendes Schwein kommt aber selbst Lord Emsworth sonderbar vor, worauf Galahad erklärt:

„Das täte es nicht, wenn du ein bisschen in der Welt herumgekommen wärst. Dann wüßtest Du nämlich, dass Rørende ein Dorf in Dänemark ist, in dem eine berühmte Schweinesorte gezüchtet wird. Auf einer seiner Kunstreisen durch Dänemark hat Landseer ein solches Schwein gemalt und es natürlich Rørende-Schwein genannt.“

## Trivia
- P. G. Wodehouse nannte die Protagonisten seiner Romane und Erzählungen wiederholt nach Orten, mit denen er vertraut war.[14] Lord Emsworth trägt seinen Adelstitel nach der kleinen Stadt Emsworth in der englischen Grafschaft Hampshire. die direkt an der Südküste der britischen Insel liegt. Wodehouse verbrachte 1903 dort einige Zeit und mietete später dort ein kleines Haus mit dem Namen „Threepwood Cottage“. Letztere Bezeichnung benutzte er als Lord Emsworth’ Familienname.[14] Entsprechend ist der Nachname von Galahad Threepwood.
- Die skandalöse Memoiren von Galahad Threepwood, die noch vor ihrer Veröffentlichung zum Verschwinden gebracht werden müssen, sind Handlungsmotiv in Sommerliches Schlossgewitter und dessen Fortsetzungsroman Sein und Schwein. P. G. Wodehouse hat diese Idee bereits in der 1916 veröffentlichten Kurzgeschichte Jeeves übernimmt das Ruder aufgegriffen. Hier macht Bertie Woosters Verlobte Florence Craye es zur Bedingung einer Eheschließung, dass die Memoiren von Berties Onkel nicht zur Veröffentlichung kommen. Berties Kammerdiener Jeeves, der Florence Craye für eine unpassende Partnerin für seinen Arbeitgeber hält, stellt dagegen sicher, dass die Memoiren erfolgreich beim Verleger ankommen.

## Romane von P. G. Wodehouse, in denen Galahad Threepwood auftritt
Galahad tritt in sieben Romanen von P. G. Wodehouse in Erscheinung.
- Summer Lightning (1929); deutscher Titel: Sommerliches Schlossgewitter
- Heavy Weather (1933); deutscher Titel: Seine Lordschaft und das Schwein (übersetzt von Christiane Trabant-Rommel); Sein und Schwein
- Full Moon; deutscher Titel: Vollmond über Blandings Castle, übersetzt von Harald Raykowski, dtv 1983
- Pigs Have Wings; deutscher Titel: Schwein oder Nichtschwein
- Galahad at Blandings (1965); deutscher Titel: Reichtum schützt vor Liebe nicht
- A Pelican at Blandings (1969); deutscher Titel: Ein Pelikan im Schloss
- Sunset at Blandings

Erwähnt wird er außerdem in dem Roman Onkels Erwachen, in dem Lord Ickenham statt seiner Lord Emsworth zur Hilfe eilen muss.

## Einzelbelege
1. ↑   Usborne: Plum Sauce. A P. G. Wodehouse Companion. S. 42.
2. ↑   P. G. Wodehouse: Schwein oder Nichtschwein, S. 83.
3. ↑   P. G. Wodehouse: Vollmond über Blandings Castle, S. 110.
4. ↑   P. G. Wodehouse: Vollmond über Blandings Castle, S. 50.
5. ↑   P. G. Wodehouse: Vollmond über Blandings Castle, S. 117.
6. ↑   P. G. Wodehouse. Schwein oder Nichtschwein, S. 153.
7. ↑   P. G. Wodehouse: Vollmond über Blandings Castle, S. 146.
8. ↑   P. G. Wodehouse: Vollmond über Blandings Castle, S. 51.
9. ↑   P. G. Wodehouse: Schwein oder Nichtschwein, S. 71.
10. ↑  P. G. Wodehouse: The World of Blandings (Sammelband), S. 633
11. ↑   P. G. Wodehouse: Vollmond über Blandings Castle, S. 92.
12. ↑   P. G. Wodehouse: Schwein oder Nichtschwein, S. 200.
13. ↑   P. G. Wodehouse: Schwein oder Nichtschwein, S. 153.
14. 1 2  Norman Murphy: In Search of Blandings. Secker & Warburg, London 1986, ISBN 0-436-29720-5.